# Arrhenechthites
 Arrhenechthites  Mattf., 1938  è un genere di piante angiosperme dicotiledoni della famiglia delle Asteraceae (sottofamiglia Asteroideae).

## Etimologia
Il nome scientifico del genere è stato definito dal botanico Johannes Mattfeld (1895-1951) nella pubblicazione " Botanische Jahrbücher für Systematik, Pflanzengeschichte und Pflanzengeographie. Leipzig" (Bot. Jahrb. Syst. 69(2): 288) del 1938.

## Descrizione
Habitus. Le specie di questo genere hanno un habitus di tipo robusto-erbaceo perenne, oppure arbustivo.
Radici. Le radici in genere sono secondarie da rizoma e possono essere fibrose. I rizomi sono striscianti o legnosi.
Fusto. La parte aerea è eretta; semplice o ramosa.
Foglie. Le foglie cauline sono disposte in modo alternato e sono picciolate. La forma della lamina è intera ellittico-ovata con margini interi o da dentati a seghettati.
Infiorescenza. Le sinflorescenze sono composte da più capolini organizzati in formazioni di pannocchie terminali. Le infiorescenze vere e proprie sono formate da un capolino terminale peduncolato di tipo disciforme. Alla base dell'involucro può essere presente un minimo calice formato da brattee fogliacee. I capolini sono formati da un involucro, con forme cilindriche, composto da diverse brattee, al cui interno un ricettacolo fa da base ai fiori di due tipi: quelli esterni del raggio e quelli più interni del disco. Le brattee, da 5 a 8, strette e lineari, sono disposte in modo embricato su una o più serie e possono essere connate alla base. Il ricettacolo è nudo (senza pagliette a protezione della base dei fiori); la forma è piatta e a volte è alveolato.
Fiori.  I fiori sono tetra-ciclici (formati cioè da 4 verticilli: calice – corolla – androceo – gineceo) e pentameri (calice e corolla formati da 5 elementi). I fiori periferici sono pochi e femminili, sono inoltre più o meno zigomorfi; mentre quelli del disco centrale (tubulosi e actinomorfi) sono bisessuali o a volte funzionalmente maschili.
- Formula fiorale:

*/x K {\displaystyle \infty }, [C (5), A (5)], G 2 (infero), achenio
- Calice: i sepali del calice sono ridotti ad una coroncina di squame.
- Corolla: nella parte inferiore i petali della corolla sono saldati insieme e formano un tubo. In particolare le corolle dei fiori del disco centrale (tubulosi) terminano con delle fauci dilatate a raggiera con cinque lobi. I lobi possono avere una forma da deltoide a triangolare-ovata. Nella corolla dei fiori periferici (ligulati) il tubo si trasforma in un prolungamento filiforme. Il colore delle corolle è porpora nei fiori periferici, è bianco-crema nei fiori centrali.
- Androceo: gli stami sono 5 con dei filamenti liberi. La parte basale del collare dei filamenti può essere dilatata. Le antere invece sono saldate fra di loro e formano un manicotto che circonda lo stilo. Le antere sono provviste di un collare. La struttura delle antere è di tipo tetrasporangiato, raramente sono bisporangiate. Il tessuto endoteciale è radiale o polarizzato. Il polline è tricolporato (tipo "helianthoid").[10]
- Gineceo: lo stilo è corto e biforcato con due stigmi dilatati nella parte apicale. Gli stigmi sono troncati; possono inoltre essere ricoperti da minute papille. Le superfici stigmatiche sono separate o parzialmente confluenti, oppure continue.  L'ovario è infero uniloculare formato da 2 carpelli.

Frutti. I frutti sono degli acheni con pappo. La forma degli acheni è oblunga; la superficie è percorsa da diverse coste longitudinali e può essere glabra. Possono essere presenti delle ali o degli ispessimenti marginali. Il carpoforo è distinguibile. In alcuni casi gli acheni sono dimorfici (gli acheni fertili sono cilindrici e nervati; gli acheni sterili sono compressi). Il colore del frutto può essere nero o bruno. Il pappo, non persistente, è formato da numerose fini setole bianche e snelle.

## Biologia
Impollinazione: l'impollinazione avviene tramite insetti (impollinazione entomogama tramite farfalle diurne e notturne).
Riproduzione: la fecondazione avviene fondamentalmente tramite l'impollinazione dei fiori (vedi sopra).
Dispersione: i semi (gli acheni) cadendo a terra sono successivamente dispersi soprattutto da insetti tipo formiche (disseminazione mirmecoria). In questo tipo di piante avviene anche un altro tipo di dispersione: zoocoria. Infatti gli uncini delle brattee dell'involucro (se presenti) si agganciano ai peli degli animali di passaggio disperdendo così anche su lunghe distanze i semi della pianta. Inoltre per merito del pappo il vento può trasportare i semi anche a distanza di alcuni chilometri (disseminazione anemocora).

## Distribuzione e habitat
Le specie di questo genere sono distribuite in Indonesia, Nuova Guinea e Australia.

## Tassonomia
La famiglia di appartenenza di questa voce (Asteraceae o Compositae, nomen conservandum) probabilmente originaria del Sud America, è la più numerosa del mondo vegetale, comprende oltre 23.000 specie distribuite su 1.535 generi, oppure 22.750 specie e 1.530 generi secondo altre fonti (una delle checklist più aggiornata elenca fino a 1.679 generi). La famiglia attualmente (2021) è divisa in 16 sottofamiglie; la sottofamiglia Asteroideae è una di queste e rappresenta l'evoluzione più recente di tutta la famiglia.

### Filogenesi
Il genere di questa voce appartiene alla sottotribù Senecioninae della tribù Senecioneae (una delle 21 tribù della sottofamiglia Asteroideae). In base ai dati filogenetici la sottotribù, all'interno della tribù, occupa il "core" della tribù e insieme alla sottotribù Othonninae forma un "gruppo fratello".
I seguenti caratteri sono indicativi per la sottotribù:
- il portamento è molto vario (erbe, arbusti, liane, epifite, alberelli o alberi);
- le foglie sono sia basali che cauline disposte in modo alternato;
- sono presenti capolini sia radiati, disciformi o discoidi;
- le antere sono tetrasporangiate, raramente bisporangiate.

La struttura della sottotribù è molto complessa e articolata (è la più numerosa della tribù con oltre 1.200 specie distribuite su un centinaio di generi) e al suo interno sono raccolti molti sottogruppi caratteristici le cui analisi sono ancora da completare. Il genere di questa voce, nell'ambito della filogenesi della sottotribù, occupa una posizione abbastanza "basale" (si separato precocemente dalla sottotribù) e insieme ai generi Crassocephalum Moench, 1794, Dendrocacalia Nakai ex Tuyama, 1936 e Erechtites Raf., 1817 forma un clade ben supportato. In questo clade Arrhenechthites e Dendrocacalia formano un "gruppo fratello". A questo clade appartiene anche il gruppo "Senecio s.str." e, nidificato tra i generi Arrhenechthites e Dendrocacalia, la specie Senecio thapsoides che quindi dovrebbe essere esclusa da Senecio.
Il cladogramma seguente (semplificato) mostra l'attuale conoscenza filogenetica di questo gruppo.
|  | Erechtites     |
|  |                |
|  | Crassocephalum |
|  |                |

|  | Arrhenechthites    |
|  |                    |
|  | Senecio thapsoides |
|  |                    |
|  | Dendrocacalia      |
|  |                    |

|  | Erechtites     |
|  |                |
|  | Crassocephalum |
|  |                |

|  | Arrhenechthites    |
|  |                    |
|  | Senecio thapsoides |
|  |                    |
|  | Dendrocacalia      |
|  |                    |

I caratteri distintivi per le specie del genere  Arrhenechthites sono:
- le foglie sono picciolate;
- i capolini sono disciformi con fiori tubulosi esterni;
- il colore dei fiori è porpora o da bianco a crema;
- l'areale di queste piante è Indonesia, Nuova Guinea e Australia.

Il numero cromosomico della specie è più o meno: 2n = 100.

### Elenco delle specie
Questo genere ha 8 specie:
- Arrhenechthites albus J.Kost.
- Arrhenechthites dolichophyllus  Mattf.
- Arrhenechthites haplogynus  (F.Muell.) Mattf.
- Arrhenechthites hydrangeoides  C.Jeffrey
- Arrhenechthites mastigothrix  Mattf.
- Arrhenechthites mixtus  (A.Rich.) Belcher
- Arrhenechthites novoguineensis  (S.Moore) Mattf.
- Arrhenechthites tomentellus  Mattf.